# Badia de Cook

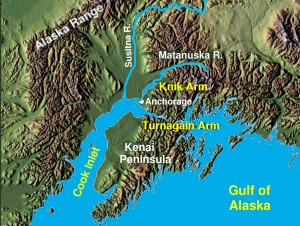
La badia de Cook, amb els braços Knik i Turnagain.

La badia de Cook (en anglès Cook Inlet) és un cos d'aigua que s'endinsa uns 300 quilòmetres terra endins des del golf d'Alaska, a l'oceà Pacífic, fins a Anchorage al sud-centre d'Alaska, Estats Units. La badia es troba limitada entre el continent i la península de Kenai i fou descoberta el 1778 per l'explorador britànic James Cook. En el seu tram final es bifurca en dos braços, el Knik Arm el Turnagain Arm, que pràcticament envolten la ciutat d'Anchorage.

## Geografia
La badia té una extensió d'uns 240 km de llarg per entre 15 i 130 km d'ample i s'hi accedeix des del golf d'Alaska. L'extrem interior és de difícil navegació degut a la gran variabilitat de les marees, que poden arribar a superar els 9 metres, cosa que les situa en el quart lloc mundial, sols per sota de les que tenen lloc a la badia de Fundy (11.7m), badia d'Ungava (9.75m) i canal de Bristol (9.6m).; i a les condicions meteorològiques adverses. De novembre a maig l'extrem nord queda bloquejat pel gel. La badia conté diverses illes al seu interior, destacant l'illa Augustine, amb un actiu volcà al seu interior, i les illes Barren i Kalgin.

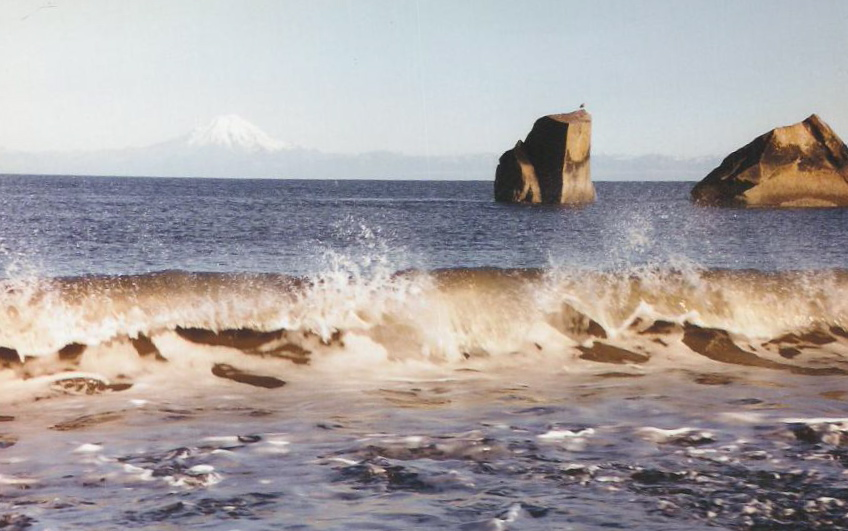
La badia de Cook vista des de Clam Gulch.

La regió de la badia de Cook acull nombrosos volcans actius, com l'Augustine i el Redoubt. Les erupcions volcàniques a la zona van lligades amb terratrèmols i tsunamis. El 31 de desembre de 1901 hi va haver un terratrèmol de magnitud 7,1 provocat per una erupció que va causar diversos tsunamis.
La conca abasta uns 100.000 km² al sud d'Alaska, a l'est de la serralada Aleutiana i al sud de la serralada d'Alaska. Entre els rius que hi desguassen hi ha els rius Knik, Little Susitna, Susitna i Matanuska. La badia també rep les aigües procedents del mont McKinley. Dins la conca hi ha diversos parcs nacionals, el mont Redoubt, un volcà actiu, tres volcans més amb activitat històrica. La badia de Cook permet l'accés navegable al port d'Anchorage, a l'extrem nord, i al petit port de Homer. Unes 400.000 persones viuen dins la conca de la badia. Abans del creixement d'Anchorage, Knik era la destinació de la major part del trànsit marítim a la zona alta de la badia.

## Història

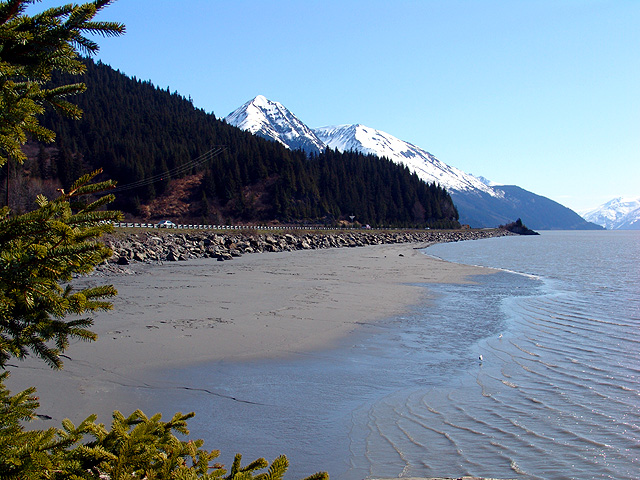
El Turnagain Arm des de Girdwood.

La badia fou explorada i habitada per indis dena'ina. Durant el segle xviii, els caçadors de pells russos (promyshlenniki) van ser dels primers visitants europeus. La companyia Lebedev Lastochkin, liderada per Stepan Zaikov, va establir una base comercial a la desembocadura del riu Kenai, Fort Nikolaev, el 1786. Aquests caçadors de pells empraven indígenes de Sibèria i Alaska, especialment aleutians de les illes Aleutianes i natius koniag de l'Kodiak per caçar llúdries marines i altres mamífers marins per comerciar amb la Xina a través de Rússia per l'aleshores exclusiu port de Kiakhta.
Altres europeus que van visitar la badia de Cook foren els membres de l'expedició de James Cook de 1778, que van navegar en ell a la recerca del Pas del Nord-oest. Cook va rebre mapes d'Alaska, les illes Aleutianes i la regió de Kamtxatka durant una visita amb el comerciant de pells rus Gerasim Izmailov a Unalaska. Combinant aquests mapes amb els de la seva expedició va crear la primera projecció de Mercator del Pacífic Nord. La badia va rebre el nom en honor seu el 1794 per George Vancouver, que havia servit a les ordres de Cook el 1778.
El Turnagain Arm fou nomenat per William Bligh del HMAV Bounty. Bligh havia servit com a Sailing Master en el tercer i darrer viatge de Cook a la recerca del Pas del Nord-oest. En arribar al capdamunt de la badia de Cook Bligh era de l'opinió que cap dels dos braços que hi havia eren l'anhelat pas del Nord-oest, sinó que es tractaven de desembocadures de rius. Sota les ordres de Cook, Bligh organitzà una expedició pel Knik Arm, de la qual ràpidament tornà per confirmar la seva suposició. Posteriorment, una nova expedició el va dur fins al Turnagain Arm i també tornà per informar que sols hi havia un riu aigües amunt. Com a resultat d'aquesta frustració al segon braç de mar se li va donar el nom de «Turn Again» («torna de nou»). Al començament els mapes li donaren el nom de "Turnagain River".
Pocs blancs havien visitat la part interior de la badia de Cook fins a la construcció del ferrocarril d'Alaska al voltant de 1915, que segueix la riba oriental del Turnagain i Knik Arm. Els natius d'Eklutna són els descendents dels habitants de vuit pobles natius de la part interior de la badia de Cook.
Durant el terratrèmol d'Alaska de 1964 les petites viles de Girdwood i Portage van quedar totalment destruïdes. Girdwood posteriorment es va traslladar cap a l'interior mentre Portage era abandonat. Les carreteres i ponts de la zona també es van veure greument afectats i no seria fins al 1966 quan foren reconstruïts.

## Comunitats
La major part de la població d'Alaska es troba als voltants de la badia de Cook, concentrada a l'àrea d'Anchorage i en diverses comunitats a la península de Kenai. El sector oest, més allunyat de l'entrada, no està connectat a la xarxa de carreteres, i és on hi ha el poble de Tyonek i una sèrie de camps de petroli.

## Recursos
La conca de la badia de Cook conté grans jaciments de petroli i gas. El 2005 hi havia 16 plataformes a la badia de Cook, la més antiga de les quals fou instal·lada el 1964. També hi ha nombrosos oleoductes i gasoductes pel voltants i sota la badia. Principalment els gasoductes es dirigeixen a Kenai, on hi ha una planta de gas liquat, i a Anchorage, on es fa servir el gas per a usos domèstics.